# Йошикацу Кавагучи
Йошикацу Кавагучи (на японски: 川口 能活) е японски футболист, вратар. Бивш капитан на японския национален отбор.

## Клубна кариера
Дебютира в професионалния футбол през 1994 г. с екипа на Йокохама Маринос. През 1996 г. играе на Олимпиадата в Атланта. Кавагучи пази за японския национален отбор на Мондиал 1998, но „самураите“ губят и трите си мача в групата. През 2001 г. е първи избор на вратата в Купата на конфедерациите.
Същата година преминава в английския Портсмут за 1,8 млн. паунда. Японецът не успява да се наложи в състава и губи титулярното си място от ветерана Дейв Бийсънт. През 2003 г. преминава в Норшелан, но и там е резервен вратар, изигравайки само 8 мача за два сезона.

## Национален отбор
Записва 116 мача за националния отбор на Япония.
| Япония | Япония | Япония |
| Година | Мачове | Голове |
| ------ | ------ | ------ |
| 1997   | 21     | 0      |
| 1998   | 9      | 0      |
| 1999   | 3      | 0      |
| 2000   | 8      | 0      |
| 2001   | 9      | 0      |
| 2002   | 2      | 0      |
| 2003   | 2      | 0      |
| 2004   | 11     | 0      |
| 2005   | 14     | 0      |
| 2006   | 19     | 0      |
| 2007   | 12     | 0      |
| 2008   | 6      | 0      |
| Общо   | 116    | 0      |